# The Last Bison
The Last Bison is een Amerikaanse indiefolkband uit Chesapeake, Virginia. De band werd in 2010 opgericht als Bison door broer en zus Benjamin en Annah Hardesty, hun vader Dan Hardesty, de broers Andrew en Jay Befante, Amos Housworth en Teresa Totheroh. Hun debuutalbum Quill werd in 2011 in eigen beheer uitgebracht. De van dit album afkomstige single Switzerland (2011) belandde op 19 augustus 2012 op de hoogste positie van de Graadmeter van Pinguin Radio. In 2012 tekende de band bij Republic Records, een dochteronderneming van Universal Music Group. De albums Inheritance (2013) en Süda (2019) werden bij het label uitgebracht, evenals de ep Ep (2012). In 2014 werd het album VA in eigen beheer uitgegeven.

## Discografie

### Albums
- Quill, 2011
- Inheritance, 2013
- VA, 2014
- Süda, 2019

### Ep
- Ep, 2012